# سرجینر (آلاباما)
سرجینر (به انگلیسی: Surginer) یک منطقهٔ مسکونی در ایالات متحده آمریکا است که در شهرستان مرنگو، آلاباما واقع شده‌است. سرجینر ۷۸٫۹۴ متر بالاتر از سطح دریا قرار دارد.